# فيلا (أقمار اصطناعية)
فيلا Vela هي مجموعة أقمار صناعية أمريكية كان الغرض منها مراقبة الانفجارات النووية على الأرض عن طريق أشعة غاما الصادرة عنها. كانت هذه المجموعة من الأقمار ترصد احترام معاهدة منع التجارب النووية بين الإتحاد السوفياتي والولايات المتحدة الأمريكية والمملكة المتحدة.

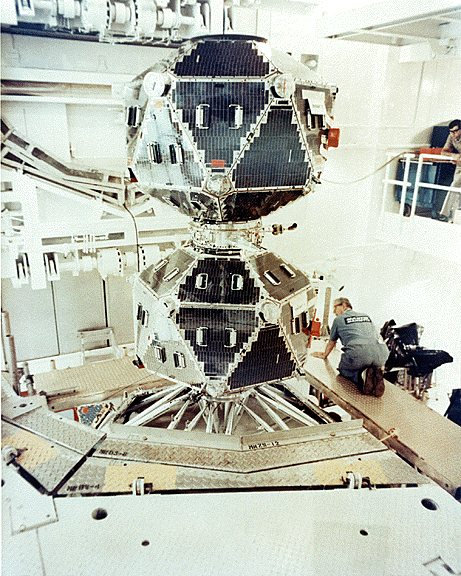
تعليق